# Зегген, Кияни
Кияни Зегген Лиув-Ки-Сонг (нидерл. Kiyani Zeggen Lieuw-Kie-Song; Пустой шаблон {{ВД-Преамбула}} ) — нидерландский футболист, вратарь второй команды клуба «АЗ».

## Клубная карьера
Кияни Зегген начинал карьеру в скромной команде «Спортинг Мартинус», а в 2019 году вошёл в систему клуба «АЗ». 12 января вратарь дебютировал во взрослом футболе, пропустив 1 гол в матче с «Телстаром» в рамках Эрстедивизи. Всего в своём первом сезоне Кияни Зегген провёл 3 встречи во второй лиге Нидерландов, пропустив в них 5 мячей. В сезоне 2024/25 он был вторым вратарём и ни разу не сыграл за «Йонг АЗ», при этом выступая за юношескую команду в юношеском чемпионате Нидерландов и юношеской лиге УЕФА.

## Карьера в сборной
Кияни Зегген представляет Нидерланды на юношеском уровне. В 2022 году он провёл 2 дебютные игры за юношескую сборную Нидерландов до 16 лет, пропустив 3 гола. В 2023 году в составе юношеской сборной Нидерландов (до 17 лет) игрок выступал на юношеском чемпионате Европы. Там Кияни Зегген был основным вратарём, пропустив 7 голов в 3 матчах группового этапа, который Нидерланды преодолеть не смогли. В 2025 году будучи игроком юношеской сборной Нидерландов (до 19 лет) Кияни Зегген принимал участие на юношеском чемпионате Европы в этой возрастной категории. На этом турнире, ставшем для Нидерландов победным, он был запасным вратарём, проведя все игры своей команды на скамейке запасных.

## Достижения
Сборная Нидерландов (до 19 лет)
- Чемпион Европы (до 19 лет) (1): 2025